# Хампель, Олаф
Олаф Хампель (нем. Olaf Hampel, 1 ноября 1965, Билефельд, Северный Рейн-Вестфалия) — немецкий бобслеист, разгоняющий, выступавший за сборную Германии в 1990-е годы. Принимал участие в трёх зимних Олимпийских играх, дважды олимпийский чемпион, двукратный чемпион мира и Европы.

## Биография
Олаф Хампель родился 1 ноября 1965 года в городе Билефельд, Северный Рейн-Вестфалия. Выступать в бобслее на профессиональном уровне начал в конце 1980-х годов, показал несколько хороших результатов и в 1988 году был приглашён защищать честь страны на Олимпийские игры в Калгари. Разгонял четырёхместных экипаж Харальда Чудая, но команда пришла только одиннадцатой.
Дальнейшая карьера Хампеля связана с пилотом Кристофом Лангеном, в 1994 году они поехали на Игры в Лиллехаммер и в программе четвёрок завоевали золотые медали. Успех повторился четыре года спустя в Нагано, где их команда в том же составе взяла ещё одно золото.
Помимо всего прочего, в послужном списке Хампеля есть две золотые награды чемпионатов мира, выигранные в 1995 и 1996 годах на состязаниях в Винтерберге и Калгари соответственно. Также он два раза становился чемпионом Европы, на чемпионате 1996 года в зачёте двоек и четвёрок.